# Ludwig Tischler
Ludwig Tischler (* 6. August 1840 in Triest; † 25. Mai 1906 in Wien) war ein österreichischer Architekt.

## Leben

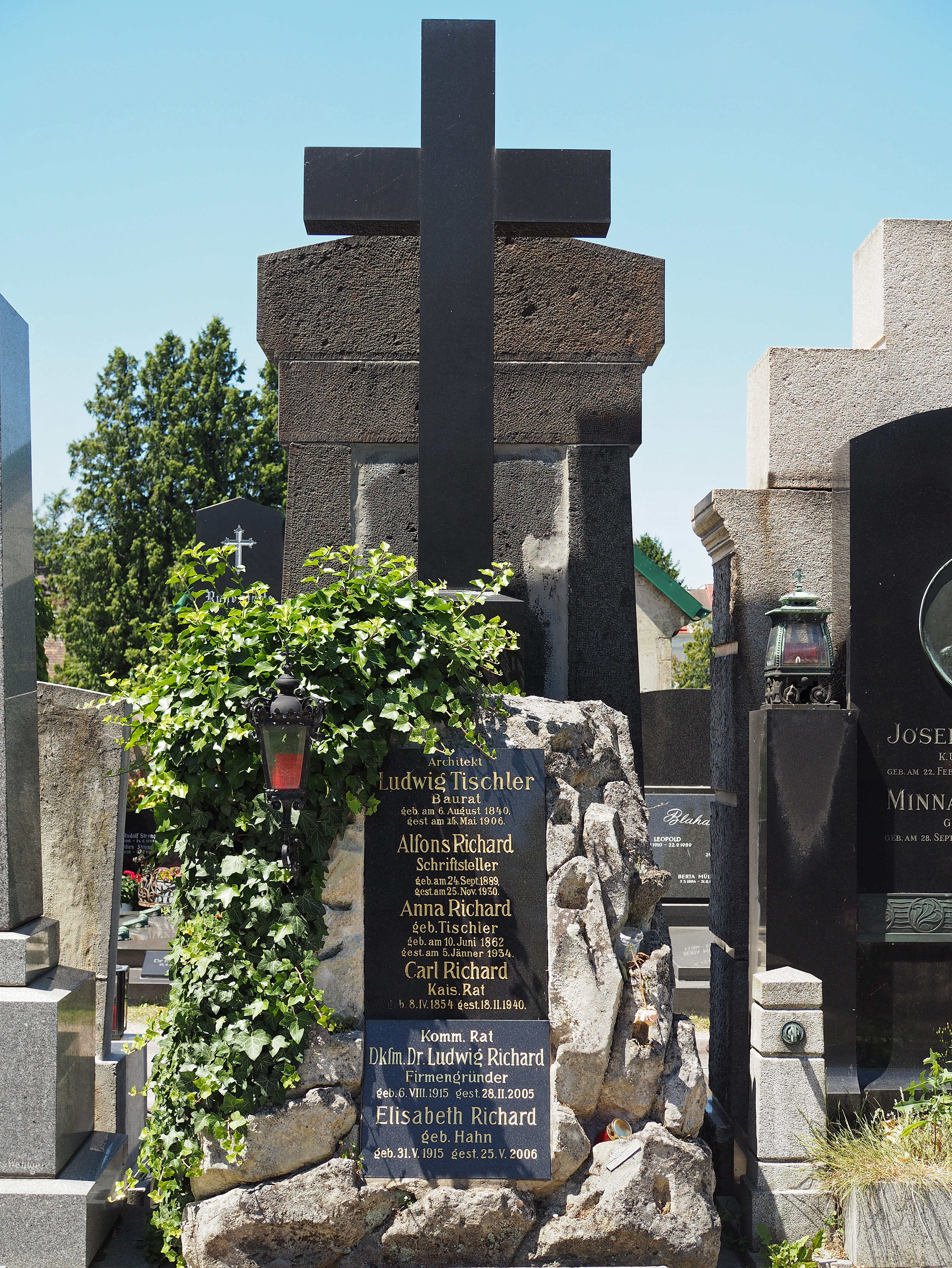
Grab von Ludwig Tischler auf dem Hietzinger Friedhof

Ludwig Tischler studierte von 1857 bis 1861 am Polytechnikum Wien und war anschließend bis 1869 als Architekt im Atelier von Romano & Schwendenwein beschäftigt. Von 1870 bis 1875 war er Chefarchitekt der Wiener Baugesellschaft. Im Jahr 1875 machte er sich als Architekt selbstständig, wobei er hauptsächlich mit der Allgemeinen Österreichischen Baugesellschaft zusammenarbeitete, deren Mitglied des Verwaltungsrats er ab 1887 war.
Seine letzte Ruhestätte fand Ludwig Tischler auf dem Hietzinger Friedhof in Wien.

## Bedeutung
Ludwig Tischler war einer der produktivsten und meistbeschäftigten Architekten des späten 19. Jahrhunderts in Wien. Allein in dieser Stadt errichtete er rund 250 Gebäude. Bis heute prägen seine zahlreichen repräsentativen Mietpalais das Stadtbild im 1. Bezirk. Stilistisch gehörte Tischler dem Historismus an. Zu Beginn, also noch in der Ringstraßenära, war er dabei an der italienischen Renaissance orientiert, später wandte er sich dem Barock zu und wurde sogar als letzter Wiener Barockarchitekt bezeichnet. Diesem Stil, verbunden mit gerne verwendeten Kuppelaufbauten, blieb er bis zu seinem Tode treu und verweigerte sich allen neueren Einflüssen. Bedeutend ist auch die Herausgabe des dreibändigen Werkes Wiener Neubauten, das eine wichtige Quelle für die Bauten der Wiener Ringstraßenära darstellt.

## Werke
| Foto  |                 | Baujahr   | Name                                                                                         | Standort                                                                | Beschreibung                                                               | Metadaten                                                                            |
| ----- | --------------- | --------- | -------------------------------------------------------------------------------------------- | ----------------------------------------------------------------------- | -------------------------------------------------------------------------- | ------------------------------------------------------------------------------------ |
| ja    | Datei hochladen | 1869–1870 | Miethaus                                                                                     | Wien 1, Werdertorgasse 14 Standort                                      |                                                                            | P84(Architekt): P131(Ort):                                                           |
| BW    | Datei hochladen | 1870      | Miethaus                                                                                     | Wien 6, Mariahilfer Straße 69 Standort                                  | Anmerkung: mit Ludwig Baumann                                              | P84(Architekt): P131(Ort):                                                           |
| ja    | Datei hochladen | 1870      | Hotel Kummer                                                                                 | Wien 6, Mariahilferstraße 71a Standort                                  | Anmerkung: mit Eduard Kaiser                                               | P84(Architekt): P131(Ort):                                                           |
| ja    | Datei hochladen | 1871      | Miethaus                                                                                     | Wien 1, Schulerstraße 1–3 Standort                                      |                                                                            | P84(Architekt):Ludwig Tischler P131(Ort):Wien Region-ISO:AT-9                        |
| ja    | Datei hochladen | 1871–1872 | Miethaus HERIS-ID: 32158 Objekt-ID: 29221                                                    | Wien 1, Nibelungengasse 8 Standort                                      |                                                                            | P84(Architekt): P131(Ort):Innere Stadt Region-ISO:AT-9                               |
| BW    | Datei hochladen | 1871–1872 | Miethaus                                                                                     | Wien 1, Johannesgasse 23 Standort                                       |                                                                            | P84(Architekt): P131(Ort):                                                           |
| ja    | Datei hochladen | 1871–1873 | Palais Helfert HERIS-ID: 82273 Objekt-ID: 96088                                              | Wien 1, Parkring 18 Standort                                            | → Hauptartikel : Palais Helfert f1                                         | P84(Architekt): P131(Ort):Wien Region-ISO:AT-9                                       |
| ja    | Datei hochladen | 1871–1873 | Miethäuser HERIS-ID: 56598 Objekt-ID: 66095                                                  | Wien 1, Parkring 20 Standort                                            |                                                                            | P84(Architekt): P131(Ort):Innere Stadt Region-ISO:AT-9                               |
| BW    | Datei hochladen | 1872      | Miethaus                                                                                     | Wien 1, Seilerstätte 7 Standort                                         |                                                                            | P84(Architekt):Ludwig Tischler P131(Ort):Wien Region-ISO:AT-9                        |
| ja    | Datei hochladen | 1872      | Palais Abensperg-Traun                                                                       | Wien 1, Weihburggasse 26 Standort                                       | → Hauptartikel : Palais Abensperg-Traun (Weihburggasse) f1                 | P84(Architekt): P131(Ort):Wien Region-ISO:AT-9                                       |
| BW    | Datei hochladen | 1872      | Miethaus                                                                                     | Wien 1, Himmelpfortgasse 18 Standort                                    |                                                                            | P84(Architekt):Ludwig Tischler P131(Ort):Wien Region-ISO:AT-9                        |
| ja    | Datei hochladen | 1872      | Palais Lieben-Auspitz                                                                        | Wien 1, Löwelstraße 22 Standort                                         | → Hauptartikel : Palais Lieben-Auspitz f1                                  | P84(Architekt): P131(Ort):Innere Stadt Region-ISO:AT-9                               |
| ja    | Datei hochladen | 1872      | Hotel Metropol                                                                               | Wien 1, Morzinplatz 4 Standort                                          | zerstört Anmerkung: Ausführung Karl Schumann, nicht erhalten               | P84(Architekt):Carl Schumann, Ludwig Tischler P131(Ort):Innere Stadt Region-ISO:AT-9 |
| ja    | Datei hochladen | 1872      | Umbau des Palais Philipp von Württemberg zum Hotel Imperial HERIS-ID: 25788 Objekt-ID: 22237 | Wien 1, Kärntner Ring 16 Standort                                       | Anmerkung: mit Carl Gangolf Kayser                                         | P84(Architekt): P131(Ort):Wien Region-ISO:AT-9                                       |
|       | Datei hochladen | 1872      | Hotel Tegetthoff                                                                             | Wien                                                                    | zerstört                                                                   | P84(Architekt): P131(Ort):                                                           |
| ja    | Datei hochladen | 1872–1873 | Miethäuser HERIS-ID: 41577 Objekt-ID: 42100                                                  | Wien 1, Schellinggasse 3 Standort                                       | Anmerkung: 1–5                                                             | P84(Architekt): P131(Ort):Innere Stadt Region-ISO:AT-9                               |
| ja    | Datei hochladen | 1872–1873 | Miethäuser HERIS-ID: 47368 Objekt-ID: 50368                                                  | Wien 1, Schellinggasse 5 Standort                                       |                                                                            | P84(Architekt): P131(Ort):Innere Stadt Region-ISO:AT-9                               |
| BW    | Datei hochladen | 1872–1873 | Miethäuser                                                                                   | Wien 1, Schellinggasse 6 Standort                                       |                                                                            | P84(Architekt): P131(Ort):                                                           |
| BW    | Datei hochladen | 1872–1873 | Miethaus                                                                                     | Wien 1, Hegelgasse 3 Standort                                           |                                                                            | P84(Architekt): P131(Ort):                                                           |
| BW    | Datei hochladen | 1873–1874 | Miethaus                                                                                     | Wien 1, Dr. Karl Lueger-Ring 6 Standort                                 | Anmerkung: Ausführung Karl Schumann                                        | P84(Architekt): P131(Ort):                                                           |
| ja    | Datei hochladen | 1875      | Miethaus HERIS-ID: 75897 Objekt-ID: 89407                                                    | Wien 1, Graben 7 Standort                                               |                                                                            | P84(Architekt): P131(Ort):Innere Stadt Region-ISO:AT-9                               |
| ja    | Datei hochladen | 1875      | Miethaus HERIS-ID: 87209 Objekt-ID: 101598                                                   | Wien 1, Seilergasse 4 Standort                                          |                                                                            | P84(Architekt): P131(Ort):Innere Stadt Region-ISO:AT-9                               |
| ja    | Datei hochladen | 1875-1865 | Miethaus HERIS-ID: 63756 Objekt-ID: 76442                                                    | Wien 1, Hohenstaufengasse 1 Standort                                    |                                                                            | P84(Architekt): P131(Ort):Innere Stadt Region-ISO:AT-9                               |
| BW    | Datei hochladen | 1876–1877 | Haus Szeps                                                                                   | Wien 9, Liechtensteinstraße 51 Standort                                 | Anmerkung: heute Residenz der schwedischen Botschaft                       | P84(Architekt): P131(Ort):                                                           |
| BW    | Datei hochladen | 1879      | Miethäuser                                                                                   | Wien 4, Schwindgasse 12–14 Standort                                     |                                                                            | P84(Architekt):Ludwig Tischler P131(Ort):Wien Region-ISO:AT-9                        |
| BW    | Datei hochladen | 1879      | Miethaus                                                                                     | Wien 9, Schlickplatz 4 Standort                                         |                                                                            | P84(Architekt):Ludwig Tischler P131(Ort):Wien Region-ISO:AT-9                        |
| ja    | Datei hochladen | 1880      | Miethäuser                                                                                   | Wien 9, Rooseveltplatz 6 Standort                                       |                                                                            | P84(Architekt): P131(Ort):                                                           |
| ja    | Datei hochladen | 1880      | Miethäuser                                                                                   | Wien 9, Rooseveltplatz 11 / Günthergasse 1 Standort                     |                                                                            | P84(Architekt):Ludwig Tischler P131(Ort):Wien Region-ISO:AT-9                        |
| BW    | Datei hochladen | 1880      | Miethäuser                                                                                   | Wien 1, Maria Theresien-Straße 24 Standort                              | Anmerkung: für Ritter Wiener v. Welten                                     | P84(Architekt): P131(Ort):                                                           |
| BW    | Datei hochladen | 1880      | Miethäuser                                                                                   | Wien 1, Maria Theresien-Straße 32–34 Standort                           | Anmerkung: für Ritter Wiener v. Welten                                     | P84(Architekt): P131(Ort):                                                           |
| ja    | Datei hochladen | 1880      | Miethäuser                                                                                   | Wien 1, Universitätsstraße 4–8 Standort                                 |                                                                            | P84(Architekt): P131(Ort):                                                           |
| ja    | Datei hochladen | 1880      | Miethäuser                                                                                   | Wien 1, Universitätsstraße 11 Standort                                  |                                                                            | P84(Architekt): P131(Ort):                                                           |
| ja    | Datei hochladen | 1880      | Miethäuser                                                                                   | Wien 1, Schreyvogelgasse 3 Standort                                     |                                                                            | P84(Architekt): P131(Ort):                                                           |
|       | Datei hochladen | 1880      | Musikpavillon                                                                                | Wien 3                                                                  | zerstört                                                                   | P84(Architekt): P131(Ort):                                                           |
| BW    | Datei hochladen | 1881      | Miethaus                                                                                     | Wien 1, Krugerstraße 18 Standort                                        |                                                                            | P84(Architekt): P131(Ort):                                                           |
| BW    | Datei hochladen | 1881–1882 | Miethäuser                                                                                   | Wien 1, Bartensteingasse 9 Standort                                     | Anmerkung: Wikidata-ID lediglich für die Straße                            | P84(Architekt): P131(Ort):                                                           |
| ja    | Datei hochladen | 1881–1882 | Miethäuser HERIS-ID: 47392 Objekt-ID: 50432                                                  | Wien 1, Bartensteingasse 14 Standort                                    | Anmerkung: Wikidata-ID lediglich für die Straße                            | P84(Architekt): P131(Ort):Wien Region-ISO:AT-9                                       |
| ja    | Datei hochladen | 1881–1882 | Miethaus                                                                                     | Wien 1, Reichsratsstraße 15–17 Standort                                 | → Hauptartikel : Haus Reichsratsstraße 15–17 f1                            | P84(Architekt): P131(Ort):Wien Region-ISO:AT-9                                       |
| BW    | Datei hochladen | 1882      | Miethaus                                                                                     | Wien 1, Rudolfsplatz 12 Standort                                        |                                                                            | P84(Architekt): P131(Ort):                                                           |
| ja    | Datei hochladen | 1882      | Miethausgruppe                                                                               | Wien 3, Kegelgasse 2–6 Standort                                         |                                                                            | P84(Architekt): P131(Ort):                                                           |
| ja    | Datei hochladen | 1882–1883 | Miethaus „Zur Kugel“                                                                         | Wien 1, Am Hof 11 Standort                                              | → Hauptartikel : Wohnhaus Am Hof 11 f1                                     | P84(Architekt): P131(Ort):Wien Region-ISO:AT-9                                       |
| ja    | Datei hochladen | 1884      | Miethaus „Maria-Theresien-Hof“                                                               | Wien 9, Währinger Straße 2–4 / Maria-Theresien-Straße Standort          |                                                                            | P84(Architekt): P131(Ort):                                                           |
| ja    | Datei hochladen | 1885      | Synagoge Ottakringer Tempel                                                                  | Wien 16, Hubergasse 8                                                   | zerstört                                                                   | P84(Architekt): P131(Ort):                                                           |
| BW    | Datei hochladen | 1886      | Miethaus                                                                                     | Wien 1, Walfischgasse 3 Standort                                        |                                                                            | P84(Architekt): P131(Ort):                                                           |
| ja    | Datei hochladen | 1886      | Miethäuser HERIS-ID: 32255 Objekt-ID: 29328                                                  | Wien 1, Walfischgasse 11–13 Standort                                    |                                                                            | P84(Architekt): P131(Ort):Innere Stadt Region-ISO:AT-9                               |
| ja    | Datei hochladen | 1887      | Miethaus „Herminen-Hof“                                                                      | Wien 1, Franz Josefs-Kai 1–15 Standort                                  | zerstört Anmerkung: 1945 zerstört                                          | P84(Architekt):Ludwig Tischler P131(Ort):Wien Region-ISO:AT-9                        |
| BW    | Datei hochladen | 1887–1888 | Miethaus                                                                                     | Wien 9, Kolingasse 6 / Maria Theresien Straße 5 Standort                |                                                                            | P84(Architekt): P131(Ort):                                                           |
| ja    | Datei hochladen | 1889      | Miethaus „Zum Fenstergucker“ HERIS-ID: 30811 Objekt-ID: 27596                                | Wien 1, Kärntner Straße 47 Standort                                     |                                                                            | P84(Architekt): P131(Ort):Innere Stadt Region-ISO:AT-9                               |
| ja    | Datei hochladen | 1889      | Miethaus „Zum Fenstergucker“ HERIS-ID: 30812 Objekt-ID: 27597                                | Wien 1, Kärntner Straße 49 Standort                                     |                                                                            | P84(Architekt): P131(Ort):Innere Stadt Region-ISO:AT-9                               |
| ja    | Datei hochladen | 1889      | Hotel „Zur goldenen Ente“ HERIS-ID: 22537 Objekt-ID: 18870                                   | Wien 1, Riemergasse 4 Standort                                          |                                                                            | P84(Architekt):Ludwig Tischler P131(Ort):Innere Stadt Region-ISO:AT-9                |
| BW    | Datei hochladen | 1890      | Miethaus                                                                                     | Wien 1, Vorlaufstraße 5 / Salzgries 7 Standort                          |                                                                            | P84(Architekt): P131(Ort):                                                           |
|       | Datei hochladen | 1890      | Miethaus                                                                                     | Wien 3, Fasangasse 24 / Pettenkofengasse 1                              | zerstört                                                                   | P84(Architekt): P131(Ort):                                                           |
| BW    | Datei hochladen | 1890      | Erweiterungsbau St. Anna Kinderspital                                                        | Wien 9, Kinderspitalgasse 6 Standort                                    |                                                                            | P84(Architekt): P131(Ort):                                                           |
| ja    | Datei hochladen | 1890      | Haus Quidenus-Geipel                                                                         |                                                                         | zerstört Anmerkung: Zerstört 1945                                          | P84(Architekt): P131(Ort):                                                           |
|       | Datei hochladen | um 1890   | Villa Graf Seldern                                                                           | Teplice, Tschechien                                                     | Anmerkung: Graf Geldern?                                                   | P84(Architekt): P131(Ort):                                                           |
|       | Datei hochladen | 1891      | Miethaus                                                                                     | Wien 1, Kohlmessergasse 6                                               | zerstört                                                                   | P84(Architekt): P131(Ort):                                                           |
| ja BW | Datei hochladen | 1891–1892 | Palais Rasumofsky · Wikidata                                                                 | Troppau, Schlesien / Opava, Tschechien, Nadrazni okruh 31 Standort      |                                                                            | P84(Architekt): P131(Ort):Předměstí (Opava, Czechia) Region-ISO:CZ-80                |
| BW    | Datei hochladen | 1893      | Miethaus                                                                                     | Wien 18, Gymnasiumstraße 2 Standort                                     |                                                                            | P84(Architekt):Ludwig Tischler P131(Ort):Wien Region-ISO:AT-9                        |
|       | Datei hochladen | 1893      | Hotel Gasteinerhof                                                                           | Bad Gastein, Graveneggstraße Standort                                   | zerstört Anmerkung: 2006 abgerissen                                        | P84(Architekt): P131(Ort):                                                           |
|       | Datei hochladen | 1893–1894 | Miethäuser                                                                                   | Wien 1, Rotenturmstraße 5–7                                             | zerstört                                                                   | P84(Architekt): P131(Ort):                                                           |
| ja    | Datei hochladen | 1894      | Erweiterungsbau des Leopoldstädter Kinderspitals                                             | Wien 2, Obere Augartenstraße 28 Standort                                | Anmerkung: jetzt Sitz diverser Magistratsabteilungen                       | P84(Architekt): P131(Ort):Wien Region-ISO:AT-9                                       |
| ja    | Datei hochladen | 1894      | Sommerfrische-Villa                                                                          | Rosenburg am Kamp, Nr. 25 Standort                                      | Anmerkung: heute Gemeindeamt                                               | P84(Architekt):Ludwig Tischler P131(Ort):Rosenburg-Mold Region-ISO:AT-3              |
|       | Datei hochladen | 1894–1895 | Wohn- u. Geschäftshausgruppe „Zum scharfen Eck“                                              | Wien 2, Obere Donaustraße 87–91                                         | zerstört Anmerkung: für Gräfin Rasumovsky                                  | P84(Architekt): P131(Ort):                                                           |
| BW    | Datei hochladen | 1895      | Miethaus                                                                                     | Wien 1, Rotenturmstraße 17 Standort                                     |                                                                            | P84(Architekt):Ludwig Tischler P131(Ort):Wien Region-ISO:AT-9                        |
| ja    | Datei hochladen | 1896      | Alliierten Hof                                                                               | Wien 2, Praterstraße 33 / Weintraubengasse 2 Standort                   |                                                                            | P84(Architekt):Ludwig Tischler P131(Ort):Wien Region-ISO:AT-9                        |
| BW    | Datei hochladen | 1896      | Miethaus                                                                                     | Wien 5, Schönbrunner Straße 90 Standort                                 |                                                                            | P84(Architekt):Ludwig Tischler P131(Ort):Wien Region-ISO:AT-9                        |
| ja BW | Datei hochladen | 1896      | Hotel Imperial                                                                               | Ragusa, Kroatien / Dubrovnik, HR Standort                               |                                                                            | P84(Architekt): P131(Ort):                                                           |
| ja    | Datei hochladen | 1897–1898 | Miethaus                                                                                     | Wien 1, Dominikanerbastei 19 Standort                                   |                                                                            | P84(Architekt): P131(Ort):                                                           |
| BW    | Datei hochladen | 1898      | Miethäuser                                                                                   | Wien 1, Wipplingerstraße 22 und 23 Standort                             |                                                                            | P84(Architekt): P131(Ort):                                                           |
| ja BW | Datei hochladen | 1898      | Miethaus                                                                                     | Wien 1, Franz-Josefs-Kai 19/Hafnersteig 2–4 Standort                    |                                                                            | P84(Architekt): P131(Ort):                                                           |
| ja    | Datei hochladen | 1898      | Renovierung der griechisch-orthodoxen Kirche HERIS-ID: 47340 Objekt-ID: 50306                | Wien 1, Griechengasse 5 Standort                                        | → Hauptartikel : Griechenkirche zur Heiligen Dreifaltigkeit f1             | P84(Architekt): P131(Ort):Wien Region-ISO:AT-9                                       |
| ja    | Datei hochladen | 1898      | Pavillon für die Marienquelle                                                                | Bad Johannisbrunn / Jánské Koupele, Staré Těchanovice Standort          |                                                                            | P84(Architekt): P131(Ort):                                                           |
| ja    | Datei hochladen | 1899      | Miethaus W. Neuber's Enkel                                                                   | Wien 6, Linke Wienzeile 152 / Mollardgasse 59 / Brückengasse 1 Standort |                                                                            | P84(Architekt): P131(Ort):                                                           |
| BW    | Datei hochladen | 1899      | Miethaus „Goldmannhof“                                                                       | Wien 1, Weihburggasse 11 / Singerstraße 14 Standort                     |                                                                            | P84(Architekt):Ludwig Tischler P131(Ort):Wien Region-ISO:AT-9                        |
| ja    | Datei hochladen | 1899–1900 | Badehaus                                                                                     | Bad Johannisbrunn / Jánské Koupele, Staré Těchanovice 86 Standort       |                                                                            | P84(Architekt): P131(Ort):                                                           |
|       | Datei hochladen | um 1900   | mehrere Villen in Trenčianska Teplá                                                          | Trenčianska Teplá                                                       |                                                                            | P84(Architekt): P131(Ort):                                                           |
|       | Datei hochladen | 1901      | kleiner Tempel in Brünn                                                                      | Mähren / Brno, CZ                                                       | zerstört                                                                   | P84(Architekt): P131(Ort):                                                           |
| BW    | Datei hochladen | 1901–1902 | Dependance eines Kurhauses mit Kapelle                                                       | Bad Johannisbrunn / Jánské Koupele, Staré Těchanovice 75 Standort       |                                                                            | P84(Architekt): P131(Ort):                                                           |
| ja    | Datei hochladen | 1903      | Palais Rasumofsky und Miethaus HERIS-ID: 11589 Objekt-ID: 7694                               | Wien 3, Jacquingasse 57–59 Standort                                     | Anmerkung: Erweiterungen. Das Gebäude wurde 1814 von Joseph Meissl erbaut. | P84(Architekt): P131(Ort):Wien Region-ISO:AT-9                                       |
| BW    | Datei hochladen | 1903      | Miethaus                                                                                     | Wien 7, Burggasse 92–94 / Zieglergasse 59 Standort                      | Anmerkung: Die Adressangabe beschreibt beide Eckhäuser                     | P84(Architekt): P131(Ort):                                                           |
| BW    | Datei hochladen | 1903      | Miethaus                                                                                     | Wien 9, Sobieskigasse 8 Standort                                        |                                                                            | P84(Architekt):Ludwig Tischler P131(Ort):Wien Region-ISO:AT-9                        |
| BW    | Datei hochladen | 1903      | Miethaus                                                                                     | Wien 7, Halbgasse 22 Standort                                           |                                                                            | P84(Architekt): P131(Ort):                                                           |
| ja    | Datei hochladen | 1903      | Miethaus HERIS-ID: 26786 Objekt-ID: 23284                                                    | Wien 1, Wallnerstraße / Kohlmarkt 8–10 Standort                         | Anmerkung: In der Quelle doppelt angegeben, auch mit Baujahr 1875          | P84(Architekt): P131(Ort):Innere Stadt Region-ISO:AT-9                               |
| ja    | Datei hochladen | 1903      | Miethäuser                                                                                   | Wien 4, Schönburgstraße 38–42 Standort                                  |                                                                            | P84(Architekt):Ludwig Tischler P131(Ort):Wien Region-ISO:AT-9                        |
| BW    | Datei hochladen | 1903      | Arbeiterwohnhaus                                                                             | Wiener Neustadt, Baumkirchnerring 7 Standort                            |                                                                            | P84(Architekt):Ludwig Tischler P131(Ort):Wiener Neustadt Region-ISO:AT-3             |
| ja    | Datei hochladen | 1903–1904 | Miethaus                                                                                     | Wien 7, Schottenfeldgasse 51 Standort                                   |                                                                            | P84(Architekt):Ludwig Tischler P131(Ort):Wien Region-ISO:AT-9                        |
| BW    | Datei hochladen | 1903–1904 | Miethaus                                                                                     | Wien 8, Alserstraße 57 Standort                                         |                                                                            | P84(Architekt): P131(Ort):                                                           |
| ja    | Datei hochladen | 1903–1904 | Miethaus                                                                                     | Wien 15, Heinickegasse 2 / Rauchfangkehrergasse 24 Standort             |                                                                            | P84(Architekt):Ludwig Tischler P131(Ort):Wien Region-ISO:AT-9                        |
| ja    | Datei hochladen | 1904–1905 | Miethaus                                                                                     | Wien 7, Kaiserstraße 32 Standort                                        |                                                                            | P84(Architekt): P131(Ort):                                                           |
| BW    | Datei hochladen | 1905–1906 | Miethäuser                                                                                   | Wien 6, Theobaldgasse 9 Standort                                        |                                                                            | P84(Architekt): P131(Ort):                                                           |
| BW    | Datei hochladen | 1905–1906 | Miethäuser                                                                                   | Wien 6, Theobaldgasse 13 / Fillgradergasse 6 Standort                   |                                                                            | P84(Architekt): P131(Ort):                                                           |
| ja    | Datei hochladen | 1906–1907 | Miethaus                                                                                     | Wien 9, Porzellangasse 18 Standort                                      | Anmerkung: fertiggestellt von Hubert Gangl                                 | P84(Architekt): P131(Ort):                                                           |
|       | Datei hochladen |           | Café Scheidl                                                                                 | Wien                                                                    | zerstört                                                                   | P84(Architekt): P131(Ort):                                                           |

## Schriften
- Ludwig Tischler/Karl von Lützow (Hrsg.): Wiener Neubauten. 3 Bände, Wien 1874–1891.